# Río Frío (Punta Negra)
El río Frío es un curso natural de agua que nace en las faldas orientales del sur de la sierra de Varas de la Región de Antofagasta y fluye hacia el norte hasta sumirse en las arenas del salar Punta Negra.

## Trayecto
Tras su nacimiento sigue por una quebrada profunda de paredes traquíticas, de 25 a 30 m de ancho en un campo llano, parejo y pastoso que dispone de vegas y leña. Finalmente sus aguas se infiltran en las arenas que preceden a la parte sur del salar Punta Negra.: 342 

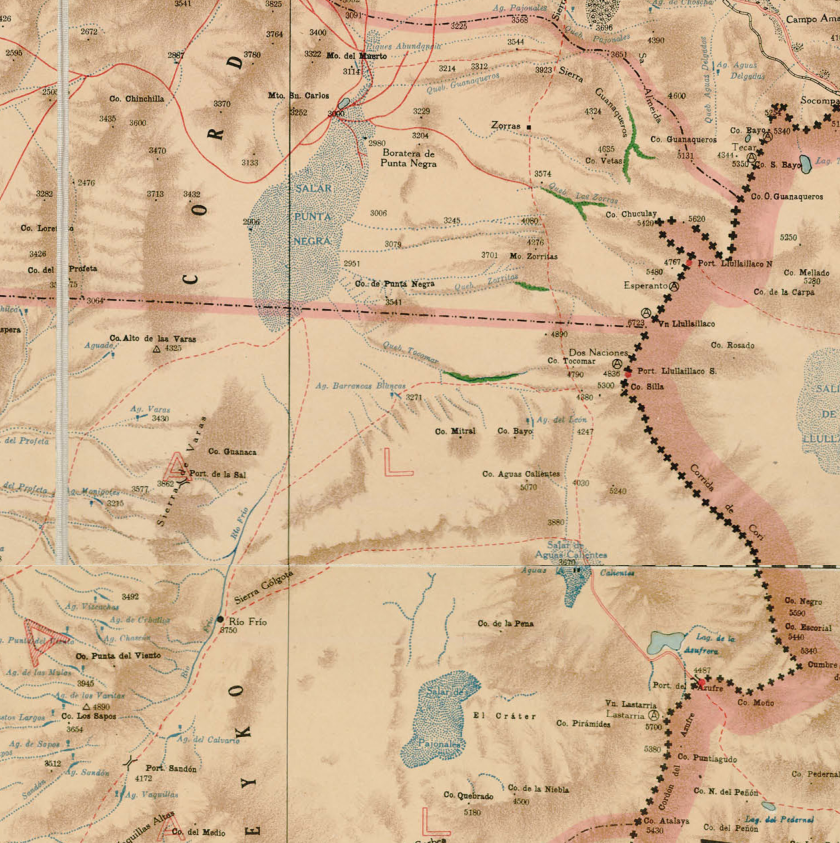
Trayecto del río Frío, afluente del salar de Punta Negra, en un compuesto de 2 mapas del Instituto Geográfico Militar (Chile) publicados en 1945 con una escala de 1:500.000.

## Caudal y régimen
Es de aguas puras y Risopatrón da su caudal como de 1,5 m³ por minuto (25 l/s),: 342  la CONAF lo estimó el año 1999 en 20 l/s.: 11 

## Historia
Existen 5 sitios arqueológicos en la quebrada de río, tambos prehispánicos, campamentes mineros o refugios que pueden haber servido como habitación, dispensa o corral.: 18 
Francisco Astaburuaga escribió en 1899 en su obra póstuma Diccionario geográfico de la República de Chile sobre el río:
Río Frió.-—Corriente de agua que contiene una mediana quebrada de la serranía de la falda occidental de los Andes del departamento de Taltal y que corre por pocos kilómetros de SE. á NO., cuyo punto, por donde la atraviesa el antiguo camino del Perú á Copiapó, se halla por los 25º Lat. y 69º Lon. y á unos 3,400 metros de altitud; los contornos se levantan en una meseta aún más elevada. Al S. queda el mineral de las Vaquillas y entre estos puntos se ven al través de dicho camino montones de piedra de unos tres metros de diámetro y como uno y medio de alto, colocados, dice el Viaje al Desierto de Atacama, 1853, del Dr. Philippi, poco más ó menos de E. á O. y restos de habitaciones evidentemente muy antiguas.